# Marek Dąbrowski
Marek Roman Dąbrowski (Gliwice, 1949. november 28. –) olimpiai bajnok lengyel tőrvívó.